# Альто-Рио-Сенгер
Альто-Рио-Сенгер (исп. Alto Río Senguer) — город и муниципалитет в департаменте Рио-Сенгер провинции Чубут (Аргентина), административный центр департамента.

## История
Изначально эти места были известны как «Пасо-Шульц» по имени переселенца из Германии, осевшего здесь в 1915 году. В 1943 году был официально основан город Альто-Рио-Сенгер.